# Поверхностные явления
Пове́рхностные явле́ния — совокупность явлений, обусловленных особыми свойствами тонких слоёв вещества на границе соприкосновения фаз. К поверхностным явлениям относятся процессы, происходящие на границе раздела фаз, в межфазном поверхностном слое и возникающие в результате взаимодействия сопряжённых фаз.
Поверхностные явления обусловлены тем, что в поверхностных слоях на межфазных границах вследствие различного состава и строения соприкасающихся фаз и соответственно из-за различия в связях поверхностных атомов и молекул со стороны разных фаз существует ненасыщенное поле межатомных, межмолекулярных сил. Вследствие этого атомы и молекулы в поверхностных слоях образуют особую структуру, а вещество принимает особое состояние, отличающееся от его состояния в объеме фаз различными свойствами. Поверхностные явления изучаются коллоидной химией.

## Классификация поверхностных явлений
Поверхностные явления принято классифицировать в соответствии с объединенным уравнением первого и второго начал термодинамики, в которое входят основные виды энергии. Для любой гетерогенной системы его можно записать в следующем виде:

Это уравнение показывает приращение энергии Гиббса через алгебраическую сумму приращений других видов энергии. Очевидно, что поверхностная энергия способна переходить в следующие виды энергии:
- Энергия Гиббса
- Теплота
- Химическая энергия
- Механическая энергия
- Электрическая энергия

Превращение поверхностной энергии в один из перечисленных видов энергии соответствует определенным поверхностным явлениям, таким как изменение реакционной способности при изменении дисперсности, адгезия и смачивание, капиллярность, адсорбция, электрические явления.

## Значение поверхностных явлений
Поверхностные явления широко распространены в химической технологии. Практически любое химическое производство осуществляется с применением дисперсных систем и поверхностных явлений. Как правило, все гетерогенные процессы в химической технологии проводят при максимальной поверхности контакта фаз. Для этого системы вещества переводят в состояние суспензий, порошков, эмульсий, туманов, пылей. Процессы измельчения сырья и промежуточных продуктов, обогащение протекают в дисперсных системах, значительную роль в них играют такие явления как смачивание, капиллярность, адсорбция, седиментация, коагуляция. Широко распространены в химической технологии пористые адсорбенты и катализаторы, представляющие собой дисперсную систему с твердой дисперсионной средой.
Закономерности протекания поверхностных явлений, в частности структурообразования, служат теоретической основой получения материалов с заданными свойствами: керамики, цементов, ситаллов, сорбентов, катализаторов, полимеров, порохов, лекарственных средств и т. п.

## Явления на водных поверхностях
Существует отчётливый контраст между простотой раздела поверхностей «масло-вода» при визуальном осмотре и его сложностью на уровне микроскопического масштаба, которая проявляется в молекулярной структуре границы и в динамике её водородных связей. Огромный объём работ, начиная с Пуассона и Максвелла, был посвящён вопросам изучения структуры воды и её реакционной способности на границе раздела, однако из-за скандала с поливодой тема структуры воды испытала спад научной активности.
Поверхностные явления на границе «масло-вода» лежат в основе ряда важных химических, физических и биологических процессов, включая образование мицелл и мембран, сворачивание белка, химическое разделение, нефтедобычу, формирование наночастиц и полимеризацию на границе фаз.
Структура воды, контактирующей с «расширенными» гидрофобными поверхностями, которые возникают на границе раздела, например, в эмульсии гексана, сильно отличается от структуры гидратационной оболочки простых растворённых веществ, таких как метан. В гомогенном растворе метана молекулы водной оболочки ориентированы по касательной к сфере молекулы метана; в то время как в эмульсии гексана около 25 % поверхностных молекул воды теряют одну водородную связь, а возникающие при этом свободные группы OH проникают в мицеллу гексана. Согласно гипотезе химиков Ю. Чона и Р. А. Маркуса, наличие свободных групп OH является причиной, по которой некоторые органические реакции на водных поверхностях ускоряются в сотни раз.
Водная поверхность в коллоидах может иметь кластерную структуру, состоящую из нескольких водных слоёв.